# Josie Baff
Josephine Louise Baff (conocida como Josie Baff; Cooma, 25 de enero de 2003) es una deportista australiana que compite en snowboard. Ganó una medalla de plata en el Campeonato Mundial de Snowboard de 2023, en la prueba de campo a través.

## Medallero internacional
| Campeonato Mundial | Campeonato Mundial  | Campeonato Mundial | Campeonato Mundial |
| Año                | Lugar               | Medalla            | Prueba             |
| ------------------ | ------------------- | ------------------ | ------------------ |
| 2023               | Bakuriani (Georgia) | Medalla de plata   | Campo a través     |